# Ghetto de Rovno
Le ghetto de Rovno (Równe ou Rivne ; yiddish: ראָװנע),, est un ghetto nazi de la Seconde Guerre mondiale créé en décembre 1941 dans la ville de Rovno en Ukraine occidentale dans le territoire administratif allemand du Reichskommissariat Ukraine (RKU). Le 6 novembre 1941, environ 21 000 Juifs sont massacrés par les Einsatzgruppe C et leurs collaborateurs ukrainiens. En juillet 1942, les 5 000 Juifs restants emprisonnés dans le ghetto sont transportés par camion dans une carrière de pierre près de Kostopol où ils sont assassinés,. 
Le ghetto est liquidé le 13 juillet 1942. Seule une poignée de Juifs réussit à échapper aux déportations.

## Contexte
La ville de Równe était la plus grande agglomération de la province polonaise de Volhynia (Wołyń), au sein de la Deuxième République. Environ 25 000 Juifs vivaient dans Rovno, voïvodie de Wołyń, en 1937. La ville était un centre d'éducation juive avec de nombreuses écoles juives y compris une école religieuse (yeshiva) hassidique.  
Situé dans la région sud-est de Kresy, à environ 80 kilomètres à l'ouest de la frontière de l'entre-deux-guerres entre la Pologne et l'Union soviétique, Rovno fut occupée par l'Armée rouge lors de l'invasion soviétique de la Pologne le 17 septembre 1939  et incorporée dans la République socialiste soviétique d'Ukraine.  
Lorsque les troupes allemandes envahirent l'Union soviétique en juin 1941, la ville tomba aux mains de la Wehrmacht le 28 juin 1941. Le 20 août 1941, Rovno est déclarée capitale du Reichskommissariat Ukraine (RKU) allemand. Le ghetto juif de la ville de Rovno fut créé par l'administration allemande peu après la formation du RKU,. 
Au début de l'occupation allemande, environ 25 000 Juifs polonais résident à Rovno en compagnie de réfugiés de l'ouest de la Pologne  ce qui représente la moitié de la population de la ville. 
Lorsque les nazis reprirent le contrôle de la ville aux Soviétiques, ils procédèrent à de nombreuses exécutions de Juifs (Aktion) afin de les terroriser et de les effrayer par coercition.   

## Création et liquidation
Le ghetto, ou « aire de résidence juive », fut créé en décembre 1941 et était un ghetto ouvert,. 5 200 Juifs y vivaient initialement.   
L'extermination des juifs de Rovno prit place en 3 étapes.  
1. Les 9 et 12 juillet 1941, les Einsatzkommando 4A de l'Einsatzgruppe C, escadrons de la mort, abattirent 240 Juifs ; dans le rapport officiel allemand, les victimes étaient surnommées « agents bolcheviques » et « fonctionnaires juifs ». Le 6 août, un bataillon de la police de l'Ordnungspolizei mène une deuxième campagne à Rovno, au cours de laquelle environ 300 Juifs furent abattus.
2. La fusillade la plus sanglante eut lieu du 6 au 7 novembre 1941 au cours de laquelle 15 000 à 18 000 Juifs adultes furent tués. L'opération fut menée par le commandant de l'Ordnungspolizei dirigée par Otto von Oelhafen [9] avec l'aide de la police auxiliaire ukrainienne et des membres de l'OUN dans la forêt de Sosenki près de Rovno (« Sosenki » signifie « petits pins » en polonais). Les Juifs furent abattus par le bataillon de police 320 en coordination avec la 5e division d'Einsatzgruppe. 6 000 enfants eurent la nuque brisée ou furent enterrés vivants sous le poids des corps des autres victimes non loin du site d'exécution des adultes[1].
3. Le ghetto fut liquidé en juillet 1942. Dans la nuit du 13 juillet 1942 à 22 h 0 les SS et les unités de police ukrainiennes, après s’être partagé les tâches, encerclèrent le ghetto, aidés de projecteurs. Les brigades SS et la police ukrainienne se divisèrent en petits groupes et pénètrent dans les maisons, poussant les juifs vers l'extérieur. Ils furent rassemblés dans un train de marchandises et emmenés à Kostopol (ou Prokhurov) où ils furent abattus dans de petits Aktionen[1] dans une carrière de pierre. 5 000 Juifs furent tués de cette façon[2],[10]. Quelques Aktionen se poursuivirent en août dans le voisinage[1].

Le ghetto fut déclaré « Judenrein » fin juillet de la même année par le Reichskommissar Eric Koch.  
Les 5 000 Juifs restants possédaient les compétences nécessaires pour des professions administrative de l'occupation et furent enlevés à leurs familles pour être placés dans le ghetto[réf. nécessaire].    
Il est estimé que  22 000–23 500 juifs furent massacrés à Rovno,. 
Le 2 février 1944, Rovno est libérée des troupes allemandes par les troupes soviétiques du 1er front ukrainien lors de l'opération Rovno-Lutsk. 

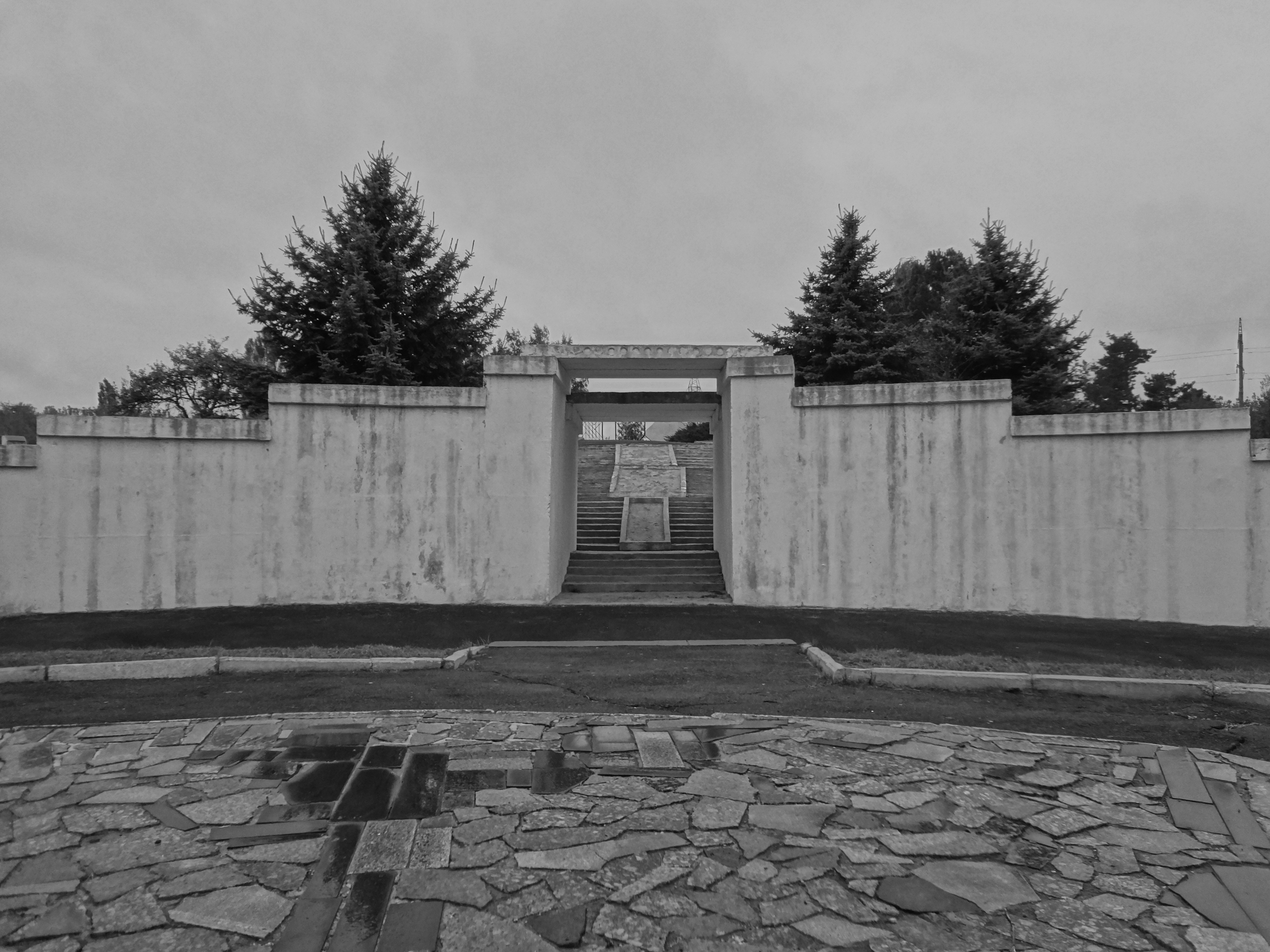
Forêt de Sosenki (Сосонки) - lieu des massacres des prisonniers du Ghetto de Rovno, 2014

## La vie dans le ghetto
Le ghetto avait un Judenrat de 12 personnes. Les chefs du Judenrat étaient Moisei Bergman et Jacob (Léon) Sukharchuk. Ils se sont suicidés fin 1941 car ils ne voulaient pas livrer de Juifs pour satisfaire les exigences nazies. Les Juifs vivants dans le ghetto devaient payer des taxes aux autorités allemandes. Un des prélèvements s’éleva à 12 millions de roubles. De plus, l'or, les bijoux, les meubles et les vêtements furent confisqués aux Juifs. Les Juifs vendaient des vêtements pour se procurer de la nourriture. Les articles les plus précieux furent envoyés en Allemagne, le reste fut donné ou vendu à des prix symboliques aux soldats allemands et aux policiers ukrainiens. Dans le ghetto, de nombreuses restrictions furent imposées aux Juifs, notamment l'obligation de porter un signe distinctif. 

## Résistance
Des organisations clandestines opérèrent dans le ghetto et accumulèrent des armes.  
150 Juifs furent sauvés par un ingénieur de la Reichsbahn locale, Hermann Graebe, alors que le ghetto était liquidé,. Les Juifs qui échappèrent aux déportations rejoignirent les partisans et participèrent ensuite à la libération de Rovno par l'Armée rouge lors de la bataille de Rovno, en février 1944. Les Juifs survivants commencèrent à se rassembler dans la ville après l'arrivée de l'Armée rouge et, à la fin de 1944, quelque 1 200 Juifs étaient recensés à Rovno ; parmi eux, le futur auteur David Lee Preston (auteur du Le peuple des égouts de Lvov ) et sa famille.  

## Après la guerre
Un mémorial des victimes de la Shoah à Rovno fut érigé en 1992 près du site du massacre dans la forêt de Sosenski.   
Le site fut profané le 6 juin 2012, probablement à la suite d'actes antisémites.